# Масований ракетний обстріл України 22 березня 2024
Масований ракетний обстріл України стався вранці 22 березня 2024 року. Обстріл російської армії зазнали Харків, Запоріжжя, Кривий Ріг, Хмельницький, Полтавська область, Вінницька область, Львівська область, Івано-Франківська область, Миколаївська область, Одеська область та інші частини країни. Станцію ГЕС-2 на Дніпрогесі виведено з ладу (зруйновано машзал ГЕС-2; сталося забруднення ґрунту та витік нафтопродуктів у Дніпро). Три людини загинули (включаючи дитину) і ще 15 отримали поранення внаслідок російського удару по Запоріжжю, одна людина загинула на Дніпрогесі, у Хмельницькому є загиблі та постраждалі серед мирних жителів.
У семи областях (Дніпропетровській, Полтавській, Сумській, Кіровоградській, Запорізькій, Одеській та Донецькій) в день обстрілу були здійснені екстрені відключення електрики. У Харківській області часткове відімкнення електроенергії триватиме до 29 березня, щоб провести технічне обслуговування електромереж. Глава Укренерго Володимир Кудрицький назвав атаку на енергосистему найбільшою з початку повномасштабного вторгнення російської армії на територію суверенної України.

## Хід подій
Щонайменше 5 людей загинули, 16 − людей поранені та 3 вважаються зниклими безвісти у результаті масованого удару росіян по Україні уночі 22 березня.
Усього ворог застосував 151 засіб:
- 63 (збито чи перехоплено 55 БпЛА) ударні БпЛА типу «Shahed-136/131» (район пусків — Приморсько-Ахтарськ, РФ);
- 12 балістичних ракет «Іскандер-М» (Белгородська область — РФ, ТОТ Крим);
- 40 (збито чи перехоплено 35 ракет) крилатих ракет Х-101/Х-555 (із тринадцяти стратегічних бомбардувальників Ту-95МС — акваторія Каспійського моря);
- 5 крилатих ракет Х-22 (із п'яти бомбардувальників Ту-22М3 — Ростовська обл. — РФ);
- 7 аеробалістичних ракет Х-47М2 «Кинджал» (із десяти МіГ-31К — Тамбовська область — РФ);
- 2 (збито чи перехоплено 2 ракети) керовані авіаційні ракети Х-59 (із двох Су-30 (Су-34) — ТОТ Запорізької області);
- 22 зенітні керовані ракети С-300/С-400 (Белгородська, Курська обл. — РФ).

## Обстріли

### Львівська область
У Стрийському районі ворожий БпЛА вдарив по об'єкту енергетичної інфраструктури, без жертв.

### Івано-Франківська область
Російські військові атакували «шахедами» та ракетами об'єкт критичної інфраструктури на Івано-Франківщині. За попередньою інформацією, поранення отримала дві людини.

### Вінницька область
У Ладижині внаслідок нічної атаки з боку росіян та влучання в критичну інфраструктуру, без жертв.

### Хмельницька область

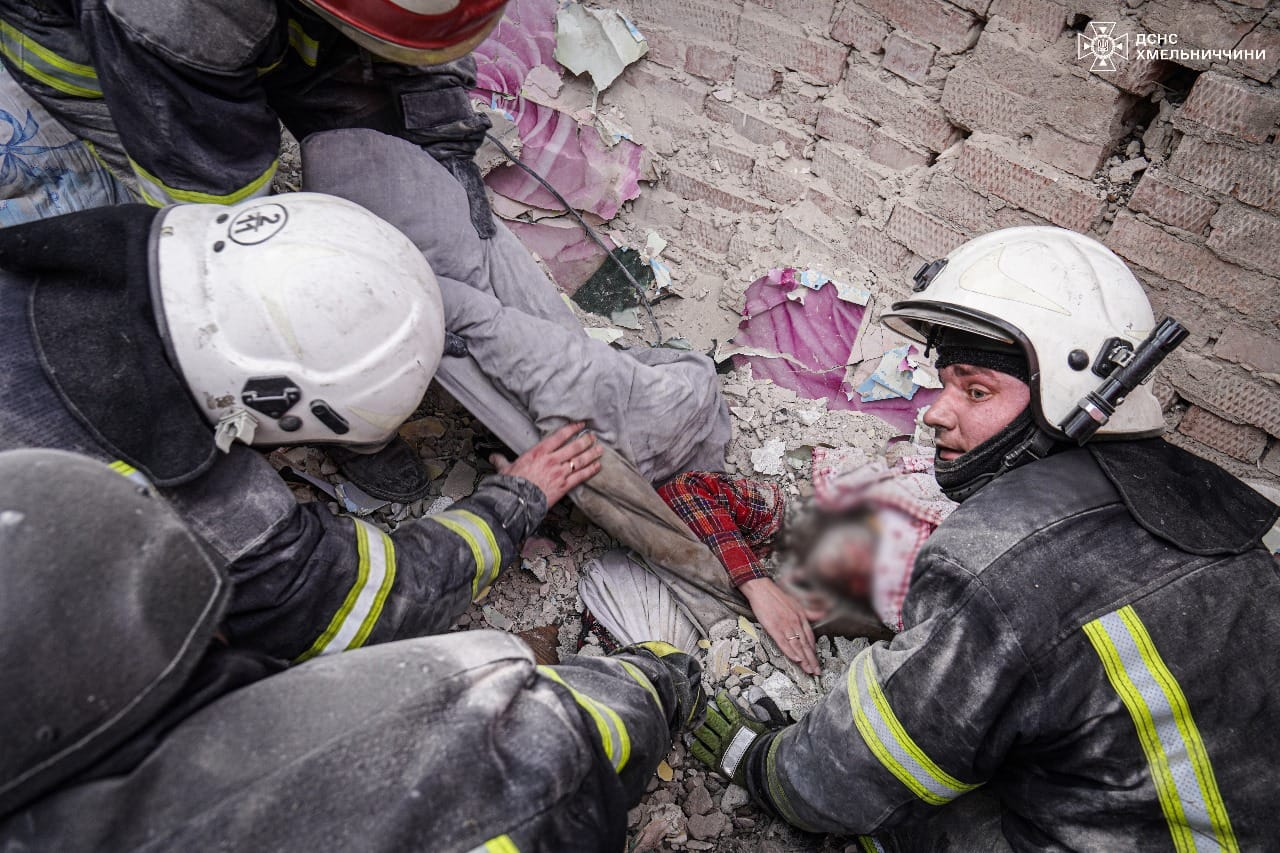
Витягування людини з-під завалів у Хмельницькому

Внаслідок атаки крилатої ракети у Хмельницькому пошкоджено багатоповерхівку та повністю зруйнований приватний будинок. Загинуло двоє пенсіонерів — жінка та чоловік, ще щонайменше восьмеро людей зазнали поранень. 

### Запорізька область

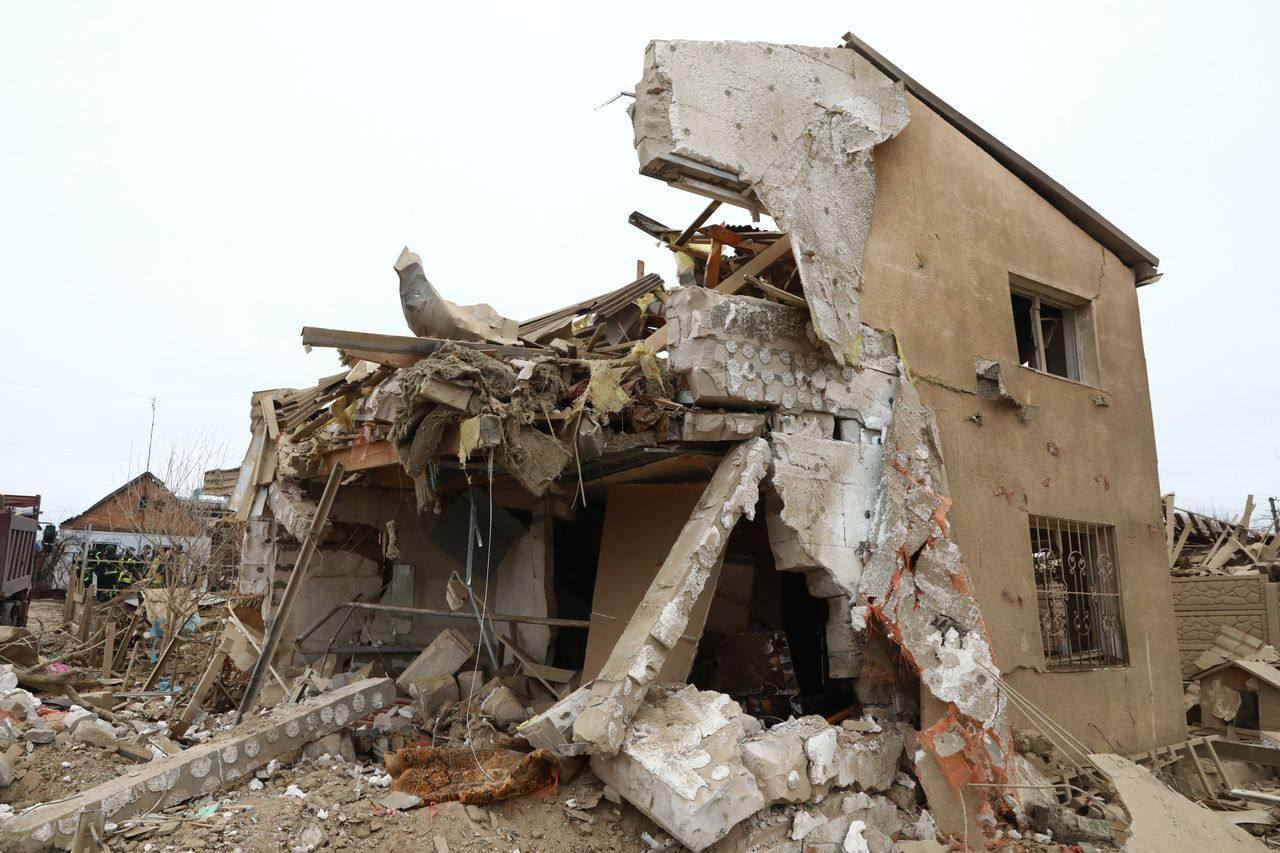
Будинок у Запоріжжі після удару

Під час атаки у місті Запоріжжя пролунало 12 вибухів, сім житлових будинків зруйновано ще десятки пошкоджено. Також було завдано ударів по Дніпровській ГЕС. Внаслідок атаки було тимчасово знеструмлено одну з ліній живлення окупованої росіянами Запорізької АЕС. Загинуло троє цивільних мешканців та ще понад 20 отримали поранення. Також внаслідок атаки на ГЕС загорівся тролейбус ЗіУ-682. Внаслідок того загинув водій.
Згідно з повідомленням «Укргідроенерго», удару було завдано по гідроспорудах і греблі Дніпрогесу. На станції почалася пожежа. «Загрози прориву немає. Ситуація на дамбі станції контрольована», - заявили у відомстві.

Директор «Укргідроенерго» Ігор Сирота розповів в ефірі "Радіо Свобода", що російські військові поцілили по ГЕС-1 і ГЕС-2. За його словами, ГЕС-2 була сильно пошкоджена, і невідомо, чи вдасться її відновити. Також відбулося влучання в одну з опор станції, розбиті підкранові балки. За словами Ігоря Сироти:
Доведеться відновлювати повністю машинний зал та електричне обладнання. Наслідки ми прорахуємо протягом дня і будемо розуміти, що сталося
За даними Генпрокуратури України, внаслідок обстрілу Дніпровської ГЕС загинула щонайменше одна людина. Відкрито кримінальне провадження за фактом порушення законів і звичаїв війни, пов'язаного з умисним вбивством (частина 2 статті 438 КК України).
Унаслідок руйнування в Дніпровській ГЕС сталося забруднення ґрунту та витік нафтопродуктів у Дніпро, інформує Державна екологічна інспекція.

### Харківська область

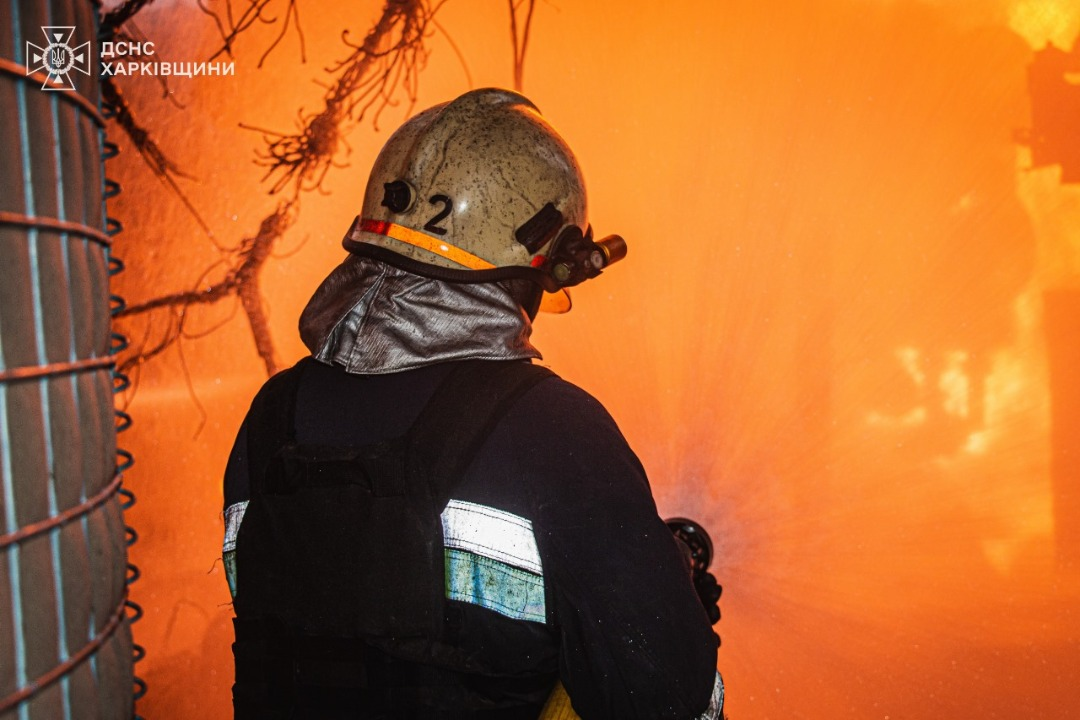
Пожежа на об'єкті енергетичної інфраструктури в Харківській області

Внаслідок атаки з ЗРК С-300 та ОТРК Іскандер на енергетичні об'єкти (під обстрілом були електричні підстанції та ТЕЦ), протягом доби 22 березня практично все місто було тимчасово знеструмлено. Внаслідок ударів було поранено одного енергетика. Була зруйнована й виведена з ладу ТЕЦ-5.